# جان لوئیجی روندی
جان لویجی روندی (ایتالیایی: Gian Luigi Rondi؛ زادهٔ ۱۰ دسامبر ۱۹۲۱ – درگذشتهٔ ۲۲ سپتامبر ۲۰۱۶) یک کارگردان اهل ایتالیا بود. وی بین سال‌های ۱۹۵۲ تا ۱۹۶۴ میلادی فعالیت می‌کرد.